# Teresa Cadena de Hessling
Teresa Cadena de Hessling (Salta, 15 de octubre de 1924-30 de agosto de 1994) fue una historiadora argentina.

## Biografía

### Trayectoria educativa
Teresa Cadena de Hessling nació en la ciudad de Salta el 15 de octubre de 1924. Sus estudios primarios hasta quinto grado los realizó en la Escuela General Justo José de Urquiza y desde sexto grado hasta recibir su título de Maestra Normal Nacional en la Escuela Normal General Manuel Belgrano. 
Ante la falta de vacantes para el cargo de maestra, al principio ocupó distintos cargos interinos. Primero en la Escuela Nacional de la Pólvora, actualmente conocida como Juana Azurduy de Padilla, y más tarde en la Escuela de Menores y Adultas, y en la de Justo José de Urquiza.
Cuando el Arzobispado de Salta creó el Instituto de Humanidades, ingresó como alumna y se desempeñó simultáneamente como empleada en la Dirección General de Inmuebles, tarea que la fue orientando al estudio de la Geografía y de la Historia. En 1955 este Instituto fue clausurado, por lo que es la Universidad Nacional de Tucumán la que le otorga el título de Profesora en Historia y Geografía. 
En 1958 fue designada Profesora de Historia en los cursos creados en la escuela Normal y en un curso de geografía de segundo año.

### Historiadora
Alrededor de esta época, comenzó a concurrir como investigadora al Archivo y Biblioteca Históricos de Salta. En el Archivo conoció a otro investigador nato, Paulino Arroyo, quien la conectó con otros archivos del país y del extranjero, a la vez que con historiadores, los que constantemente le remitían listas bibliográficas para mantenerse actualizada. Su tarea como investigadora en esta institución, donde se desempeñó 15 años como su directora, la puso en contacto con la historia de todos los tiempos, es por ello su obra comprende temas políticos, institucionales, militares y territoriales. 
Simultáneamente investigó en el Archivo de la Curia, de la Legislatura, de los municipios y de las parroquias. Cuando tuvo la oportunidad de ser becada, investigó en el Archivo General de la Nación y en el Archivo de Indias, en Sevilla.
Cuando participó del concurso para redactar la historia de Salta durante el gobierno de Bernardino Biella, recibió el premio consistente en Diploma. Esto logró que el Instituto San Felipe y Santiago de Estudios Históricos la designara como socia.
Fundó junto a otras profesoras la Delegación Salteña de GÆA, realizando para la Institución un trabajo denominado Evolución Histórica de los límites de la Provincia de Salta.
También ingresó como socia activa del Instituto Belgraniano. Fue el gobierno de la provincia quien la designó para que redactara con otros historiadores los estatutos del Instituto Güemesiano de Salta, siendo incorporada como vicepresidenta del mismo. 
Hasta 1985, integró la delegación provincial de la Comisión Nacional de Museos y Lugares Históricos y la Comisión Municipal de Salta en defensa del Patrimonio Histórico Municipal.

### Educadora
En 1982 publicó Visión retrospectiva de la ciudad de Salta. Esta publicación consiguió que la invitaran a realizar cursos oficiales organizados por el Consejo General de Educación y Agremiación Docente Provincial para los aspirantes a directores, vicedirectores y secretarios docentes.
Ganó por concurso las cátedras de Nivel Terciario en la Escuela Normal Superior denominadas Seminarios y Metodología de las Ciencias Sociales y su Didáctica, donde contribuyó en la formación integral de las nuevas promociones de educadores. 
Dictó cátedras de historia de la cultura en la Escuela Provincial de Bellas Artes Tomás Cabrera.
Fue invitada permanentemente a dar conferencias: En el Museo de la Ciudad disertó sobre La Fundación de Salta y en adhesión al mes de la mujer habló en la Casa de Arias Rengel sobre La Presencia Femenina en la Historia de Salta.
La Universidad Católica de Salta la contó como titular de las cátedras de Historia Argentina, Historia Social de América Latina e Historia de Salta, que ella programó cuando desempeñó el cargo de Delegada Rectoral en la Facultad de Artes y Ciencias hasta el año 1987. Fue en ese año que sufrió un accidente vascular, lo que le impidió desarrollar con totalidad sus movimientos. Aun así su capacidad de organizar y asesorar a cuantos colegas la consultaron no se vio afectada.

## Publicaciones
Algunas de sus publicaciones y artículos son:
- 155 años de periodismo en Salta (1979)
- Biblioteca provincial Dr. Victorino de la Plaza : la ocupación del desierto (1979)
- La Economía y la Cultura (1979)
- El gaucho de Güemes (1981)
- GeoSalta : Geografía Regional y de la República Argentina (1982)
- Gobierno de Manuel Solá Tineo (1982)
- Enciclonoa : Enciclopedia Ilustrada del Noroeste (1984)
- Efemérides nacionales y de la provincia de Salta (1988)
- Atenor Güemes Iriarte (1991)
- Historia ilustrada de Salta (1994)
- La Familia de los Lea y Plaza al servicio de la Patria (1995)[2][3]

## Reconocimientos
A lo largo de su vida Teresa Cadena de Hessling recibió varias distinciones, entre ellas:
- 1990 - La Universidad Católica de Salta le otorgó el diploma de Profesor Emérito

- Asistió al curso de postgrado dictado por el historiador catamarqueño Raúl Bazán, con quien colaboró en su publicación Historia del Noroeste. El entonces gobernador de la provincia, Hernán Cornejo, le otorgó la medalla Historiadora de la Provincia

- El salón de Jorge Martorell le dio el premio Galas de Cuatro Siglos por contarla como disertante

- 1993 - La Municipalidad de la Ciudad de Salta la declaró Ciudadana Ilustre de la Ciudad de Salta

Murió el 30 de agosto de 1994. Dejó sin publicar innumerables obras, entre las que se pueden mencionar: El Sesquicentenario de la Iglesia de Seclantás, Fuertes y pueblos del Chaco salteño, La Cultura y la Iglesia de Salta, entre otros.

## Homenajes
- Desde 1995 lleva su nombre el Salón de Conferencias del Archivo Histórico de Salta, institución a la que dedicó veinte años de su vida
- Dos colegios de la provincia de Salta, el secundario N.º 5070 y el N.º 69 y una avenida llevan su nombre